# Louis Landi
Louis Landi (* 10. Januar 1941 in Algier; † 8. Juni 1977) war  ein französischer Fußballspieler auf der Position des Torwarts.

## Vereinskarriere
Landi spielte in der Saison 1962/63 erstmals in der ersten Liga und kam dort auf zwölf Einsätze. Bereits in seiner zweiten Saison konnte er sich als Stammtorwart durchsetzen. Abgesehen von einer Saison in der Ligue 2 war Landi mit Nîmes durchgängig in der ersten Liga vertreten. 1976 verließ Landi Nîmes nach insgesamt 403 Ligaeinsätzen (davon 372 Erstligaspiele). Er unterschrieb beim Drittligisten PSC Montpellier. Nach einem Unfall am 5. Juni 1977 starb Landi drei Tage später an dessen Folgen.

## Nationalmannschaft
1964 kam Landi gegen Schottland zu seinem ersten und einzigen Einsatz für die französische U-23-Nationalmannschaft. Zweimal spielte er für die französische B-Auswahl. 1966 saß er bei einem A-Länderspiel der Franzosen gegen Ungarn auf der Bank, kam aber nicht zum Einsatz.